# Kanton Foix-Rural
Der Kanton Foix-Rural war von 1985 bis 2015 ein französischer Wahlkreis im Département Ariège und in der Region Midi-Pyrénées. Er umfasste 24 Gemeinden im Arrondissement Foix, sein Hauptort (frz.: chef-lieu) war Montgaillard. Die landesweiten Änderungen in der Zusammensetzung der Kantone brachten im März 2015 seine Auflösung.

## Gemeinden
| Gemeinde                | Einwohner (Stand: 2022) | Code postal | Code Insee |
| ----------------------- | ----------------------- | ----------- | ---------- |
| Arabaux                 | 80                      | 09000       | 09013      |
| Baulou                  | 165                     | 09000       | 09044      |
| Bénac                   | 174                     | 09000       | 09049      |
| Le Bosc                 | 114                     | 09000       | 09063      |
| Brassac                 | 621                     | 09000       | 09066      |
| Burret                  | 44                      | 09000       | 09068      |
| Celles                  | 143                     | 09000       | 09093      |
| Cos                     | 358                     | 09000       | 09099      |
| Ferrières-sur-Ariège    | 775                     | 09000       | 09121      |
| Freychenet              | 82                      | 09300       | 09126      |
| Ganac                   | 746                     | 09000       | 09130      |
| L’Herm                  | 189                     | 09000       | 09138      |
| Loubières               | 359                     | 09000       | 09174      |
| Montgaillard            | 1456                    | 09330       | 09207      |
| Montoulieu              | 416                     | 09000       | 09210      |
| Pradières               | 124                     | 09000       | 09234      |
| Prayols                 | 366                     | 09000       | 09236      |
| Saint-Jean-de-Verges    | 1288                    | 09000       | 09264      |
| Saint-Martin-de-Caralp  | 375                     | 09000       | 09269      |
| Saint-Paul-de-Jarrat    | 1354                    | 09000       | 09272      |
| Saint-Pierre-de-Rivière | 676                     | 09000       | 09273      |
| Serres-sur-Arget        | 772                     | 09000       | 09293      |
| Soula                   | 171                     | 09000       | 09300      |
| Vernajoul               | 710                     | 09000       | 09329      |